# Beatrice Allen
Pour les articles homonymes, voir Allen.
Beatrice Allen, née le 8 août 1950, est une dirigeante sportive gambienne, membre du Comité international olympique de 2006 à 2020. Elle travaille professionnellement pour le Programme des Nations unies pour le développement (PNUD). Elle occupe parallèlement des rôles au sein du Comité national olympique de Gambie, et devient vice-président de la Confédération mondiale de baseball et softball.

## Distinctions et honneurs

### Décorations internationales
- Ordre olympique échelon argent (Comité international olympique), le 17 octobre 2023[2].